# نرغي
نرغي هي قرية في مقاطعة أرومية، إيران. يقدر عدد سكانها بـ 1069 نسمة بحسب إحصاء 2016.